# Stanisław Chlebowski
Stanisław Chlebowski (sinh năm 1835 – mất năm 1884) là một họa sĩ người Ba Lan. Ông nổi tiếng với các tác phẩm tranh về chủ đề Đông phương.

## Tiểu sử
Stanisław Chlebowski sinh tại Ushitsky Uyezd, Thủ phủ Podolian, Đế quốc Nga (nay là Vinkivtsi Raion, Ukraine). Ông học vẽ tại Trường Nghệ thuật Grekov Odessa. Trong giai đoạn 1853-1859, ông theo học tại Học viện Mỹ thuật ở St.Petersburg. Sau đó, Stanisław Chlebowski được nhận học bổng sáu năm ở Paris. Tại đây, ông trở thành học trò của họa sĩ Đông phương người Pháp Jean-Léon Gérôme. Tiếp đó, ông du lịch đến Tây Ban Nha, Ý, Đức và Bỉ. Ông đạt được thành công đầu tiên khi Napoléon III của Pháp mua bức tranh Joanne d’Arc in Amiens Prison của ông.
Trong những năm 1864-1876, Stanisław Chlebowski cư trú tại Constantinople, làm việc dưới trướng của Sultan Abdülaziz. Ông trở nên nổi tiếng trong đế quốc. Trong thời gian phục vụ, ông được phép mang theo bức Mother of God Leading Our Way đã được cứu khỏi Tu viện Hodegon vào năm 1453. Ông bắt gặp bức tranh này tại một cửa hàng đồ cổ ở Constantinople, thật may là bức tranh không bị người chủ cửa tiệm Thổ Nhĩ Kỳ đụng chạm. Việc này đã được Comité National Polonais à Constantinople chứng nhận trong một lá thư viết ngày 27 tháng 6 năm 1938.
Năm 1876, Stanisław Chlebowski chuyển đến Paris. Năm 1881, ông trở lại Kraków vĩnh viễn. Chủ đề của các tác phẩm tranh màu nước và tranh sơn dầu của ông rất đa dạng: các trận chiến trong lịch sử của Thổ Nhĩ Kỳ và Đế chế Ottoman, cuộc sống sinh hoạt hàng ngày ở phương Đông, phong cảnh và chân dung của các vị vua Ottoman. Ông mất tại Rundhausen, gần Posen, hưởng dương 49 tuổi.
Vì Stanisław Chlebowski sống ở nước ngoài một thời gian dài nên tranh của ông rất ít ỏi ở Ba Lan. Bảo tàng Quốc gia ở Krakow lưu giữ một số tác phẩm tranh chủ đề Đông phương nổi bật của ông, chẳng hạn như bức Entrée de Mahomet II à Stamboul.

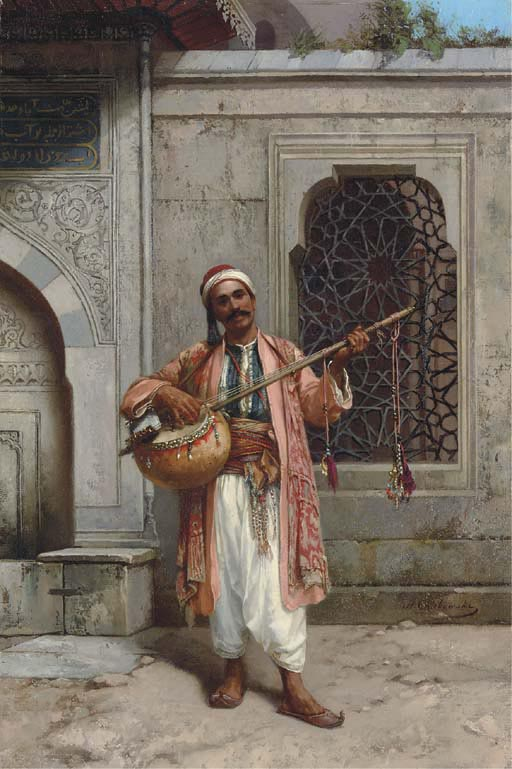
Nhạc công ở Constantinople
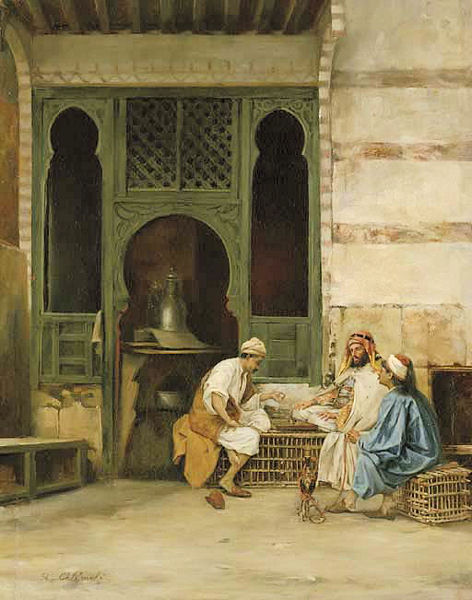
Những người chơi cờ vua, Cairo
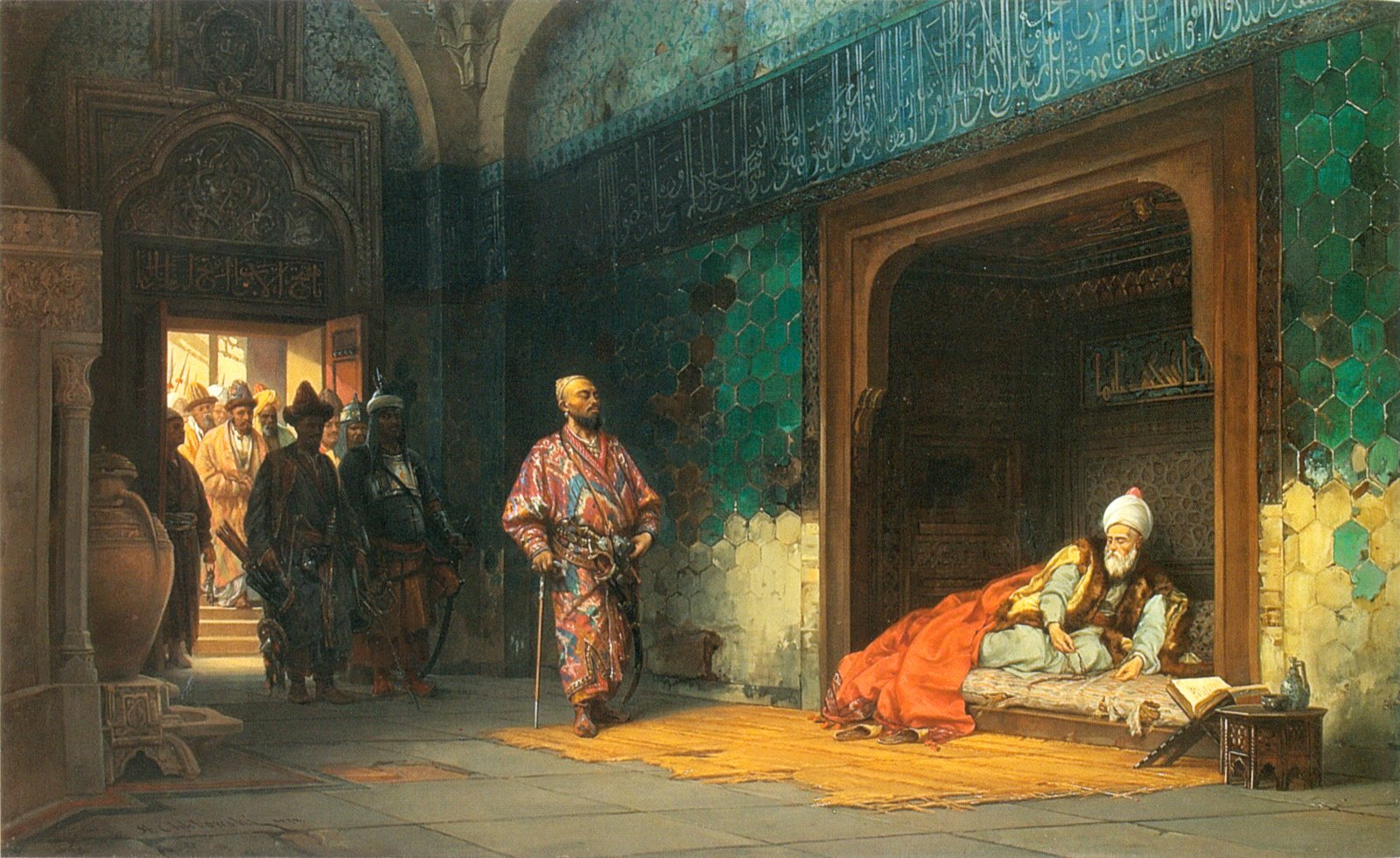
Sultan Bayezid bị Timur giam cầm